# Arden Hills, Minnesota
Arden Hills là một thành phố thuộc quận Ramsey, tiểu bang Minnesota, Hoa Kỳ. Năm 2010, dân số của thành phố này là 9552 người.

## Dân số
- Dân số năm 2000: 9652 người.
- Dân số năm 2010: 9552 người.